# Przygody Tarzana
Przygody Tarzana (fr. Tarzán, 1991–1994) – francusko-kanadyjsko-meksykański serial przygodowy zrealizowany na podstawie cyklu powieści o Tarzanie autorstwa Edgara Rice’a Burroughsa. Serial emitowany był też w Polsce pod alternatywnym tytułem Tarzan.
Jego światowa premiera odbyła się 23 grudnia 1991 roku na kanale TF1. Ostatni odcinek został wyemitowany w 1994 roku. W Polsce serial nadawany był na kanale Polsat w latach 1998–1999 oraz na kanale TV Puls w 2012 roku i na początku 2013.

## Obsada
- Wolf Larson – Tarzan
- Lydie Denier – Jane Porter
- Sean Roberge – Roger Taft Jr.
- Malick Bowens – Simon Govier (sezon 1)
- Errol Slue – Jack Benton (sezon 2)
- William S. Taylor – Dan Miller (sezon 3)